# Batticuore (Mitch e Squalo)
Batticuore è un brano musicale di Mitch e Squalo, al secolo Giovanni Mencarelli e Marco Iacoianni, featuring Daniele Stefani.Prodotto dalla casa discografica Camarecords nel 2009.

## Il brano
È una serenata fatta in omaggio a Jovanotti. Al videoclip hanno partecipato Fioretta Mari, Garrison Rochelle ed Alessandra Pierelli.